# فرودگاه وانگروگه
فرودگاه وانگروگه  (به انگلیسی: Wangerooge Airport) (به زبان بومی: Flugplatz Wangerooge) یک فرودگاه   با کد یاتا AGE است که یک باند فرود آسفالت دارد و طول باند آن ۸۵۰ متر است. این فرودگاه در شهر  نیدرزاکسن کشور آلمان قرار دارد .